# David Dorůžka
David Dorůžka (* 25. ledna 1980, Praha) je český jazzový kytarista, syn Petra Dorůžky a vnuk Lubomíra Dorůžky. V letech 1999–2002 studoval kompozici a hru na kytaru na prestižní americké Berklee College of Music. Potom se přesunul do New Yorku, kde hrál s celou řadou významných jazzových hudebníků.
V roce 2004 mu u labelu Cube Metier vyšla deska Hidden Paths. Zahrál si na ní v triu, na bicí a kontrabas ho doprovází jeho spolužáci z Berklee. Na albu jsou skladby, které si napsal David sám a pak coververze skladeb Coltranea, Monka nebo Björk. Album sklidilo přízeň hudebních kritiků a obdrželo hudební cenu Anděl v kategorii jazz a blues.
V březnu 2008 vyšlo druhé CD Silently Dawning, které získalo cenu Anděl za nejlepší jazzovou desku roku. Účinkují na něm švédská zpěvačka Josefine Lindstrand, polský basista Michal Baranski a bubeník Lukasz Zyta. Na albu je deset Dorůžkových kompozic na básně nebo texty Emily Dickinson, Jiřího Ortena a Josefine Lindstrand.
Zatím poslední, v pořadí třetí CD Wandering Song vyšlo v prosinci roku 2009, které bylo nahráno v listopadu 2007 ve Španělsku a zahráli si s ním v triu ještě přední španělský pianista a varhaník Albert Sanz a známý bubeník Jorge Rossy. Na albu je celkem osm kompozic, přičemž polovinu složil David Dorůžka a druhá polovina je tvořena převzatými skladbami od autorů jako jsou Herbie Nichols, Ornette Coleman a Kurt Weill.